# Distrito de San Marcos de Rocchac
El distrito de San Marcos de Rócchac es uno de los dieciocho que conforman la provincia de Tayacaja, ubicada en el departamento de Huancavelica, en el Sur del Perú.

## Toponimia
La tradición local indica que el topónimo quechua Ruqchaq o Rukchak, se habría originado presuntamente de la voz ruq, que significaría 'desprendimiento de rocas', proveniente del colindante cerro Occopata, y de la voz chaq, que representaría el sonido de las rocas al caer a una antigua laguna. Sin embargo esta versión no tiene sustento etimológico, e incluso existe un distrito homónimo en la provincia de Chincheros (Apurímac), el distrito de Rocchacc, lo que desvirtuaría el origen onomatopéyico del topónimo.
Una etimología más aceptable, e incluso compatible con la tradición local, es que Ruqchaq provenga del verbo ruqyay, 'tronar' o 'hacer ruido', junto con el sufijo agentivo, -q, dando ruqyaq, que significa "el que hace ruido" o "el que hace tronar".

## Historia
El distrito de San Marcos de Rocchac fue creado el 7 de junio de 1961, mediante ley N° 13657, en el gobierno del Presidente Manuel Prado Ugarteche.

## Centros poblados
Conformada por 13 anexos, cuyo 5 anexos son centros poblados. Anexo de Vista Alegré, Anexo de Chacapampa, Anexo de Huanquilca, Anexo de Hatuncorral de Santa Rosa, Anexo de Palcayacu,Anexo de Paccha,Anexo de Trancapampa,Centro Poblado de Quimllo, Centro Poblado de San Martín de Gilapata,Centro poblado Unión Chilche, Centro Poblado Montecolpa, Centro Poblado de San Isidro de Acobamba, Centro Poblado de Huari y el Distrito San Marcos de Rocchac.

## Autoridades

### Municipales
- 2023 - 2026[2]
  - Alcalde: José luis Romero Véliz, del Movimiento Regional Agua.